# Flockig puderskivling
Flockig puderskivling (Cystolepiota adulterina) är en svampart som först beskrevs av F.H. Møller, och fick sitt nu gällande namn av Marcel Bon 1976. Flockig puderskivling ingår i släktet Cystolepiota och familjen Agaricaceae.  Arten är reproducerande i Sverige. Inga underarter finns listade i Catalogue of Life.